# Elio Ragni
Elio Ragni (Italia, 5 de diciembre de 1910-19 de junio de 1998) fue un atleta italiano, especialista en la prueba de 4 x 100 m en la que llegó a ser subcampeón olímpico en 1936.

## Carrera deportiva
En los JJ. OO. de Berlín 1936 ganó la medalla de plata en los relevos 4 x 100 metros, con un tiempo de 41.1 segundos, llegando a meta tras Estados Unidos (oro con 39.8 segundos) y por delante de Alemania (bronce), siendo sus compañeros de equipo: Gianni Caldana, Orazio Mariani y Tullio Gonnelli.